# Super Mario (серія)
Super Mario (укр. Супер Маріо)— серія відеоігор 2D і 3D-платформерів, створена Nintendo, основним персонажем якої є вигаданий сантехнік Маріо. Також має альтернативну назву Super Mario Bros., чи просто Mario. До серії входить понад 20 ігор, а також є основною частиною медіафраншизи Mario. Одна гра Super Mario була випущена для кожної гральної консолі Nintendo.
Зазвичай, події відеоігор Super Mario розгортаються у вигаданому світі Грибного Королівствва, де персонажем гравця є Маріо. Інколи приєднується його брат, Луїджі й інші учасники складу медіафраншизи Mario. Більшість ігор серії є платформерами, у них персонаж бігає та стрибає через платформи та на ворогів. Вони мають прості сюжети, як правило, Маріо та Луїджі, рятують викрадену принцесу Піч від основного антагоніста, Боузера. Перша гра серії, Super Mario Bros., випущена на платформу Nintendo Entertainment System (NES) у 1985 році, встановила основні концепції та елементи ігрового процесу серії. До них входять численні бонуси та предмети, які надають персонажу особливі здібності, такі як метання вогняної кулі та зміна розміру.
Серія Super Mario є частиною медіафраншизи Mario, яка включає інші відеоігрові серії, спінофи та медіаматеріали, такі як кіно, телебачення, друковані ЗМІ та товари, на кшталт фігурок тощо. Більше ніж 380 мільйонів копій ігор серії Super Mario були продані по всьому світу, що зробило її четвертою серед бестселерів відеоігрових франшиз після більшої Mario, серії головоломок Тетріс, серії відеоігор Pokémon і серії шутерів від першої особи Call of Duty.

## Розробка та історія
| 1985 | Super Mario Bros.                    |
| 1986 | Super Mario Bros.: The Lost Levels   |
| 1987 |                                      |
| 1988 |                                      |
| 1989 | Super Mario Land                     |
| 1990 | Super Mario World                    |
| 1991 |                                      |
| 1992 | Super Mario Land 2: 6 Golden Coins   |
| 1993 |                                      |
| 1994 |                                      |
| 1995 | Super Mario World 2: Yoshi's Island  |
| 1996 | Super Mario 64                       |
| 1997 |                                      |
| 1998 |                                      |
| 1999 |                                      |
| 2000 |                                      |
| 2001 |                                      |
| 2002 | Super Mario Sunshine                 |
| 2003 |                                      |
| 2004 |                                      |
| 2005 |                                      |
| 2006 | New Super Mario Bros.                |
| 2007 | Super Mario Galaxy                   |
| 2008 |                                      |
| 2009 | New Super Mario Bros. Wii            |
| 2010 | Super Mario Galaxy 2                 |
| 2011 | Super Mario 3D Land                  |
| 2012 |                                      |
| 2013 | Super Mario 3D World                 |
| 2014 |                                      |
| 2015 | Super Mario Maker                    |
| 2016 | Super Mario Run                      |
| 2017 | Super Mario Odyssey                  |
| 2018 |                                      |
| 2019 | Super Mario Maker 2                  |
| 2020 |                                      |
| 2021 | Super Mario 3D World + Bowser's Fury |

### 2D стиль (1985—1995)

#### Оригінальні ігриSuper Mario Bros

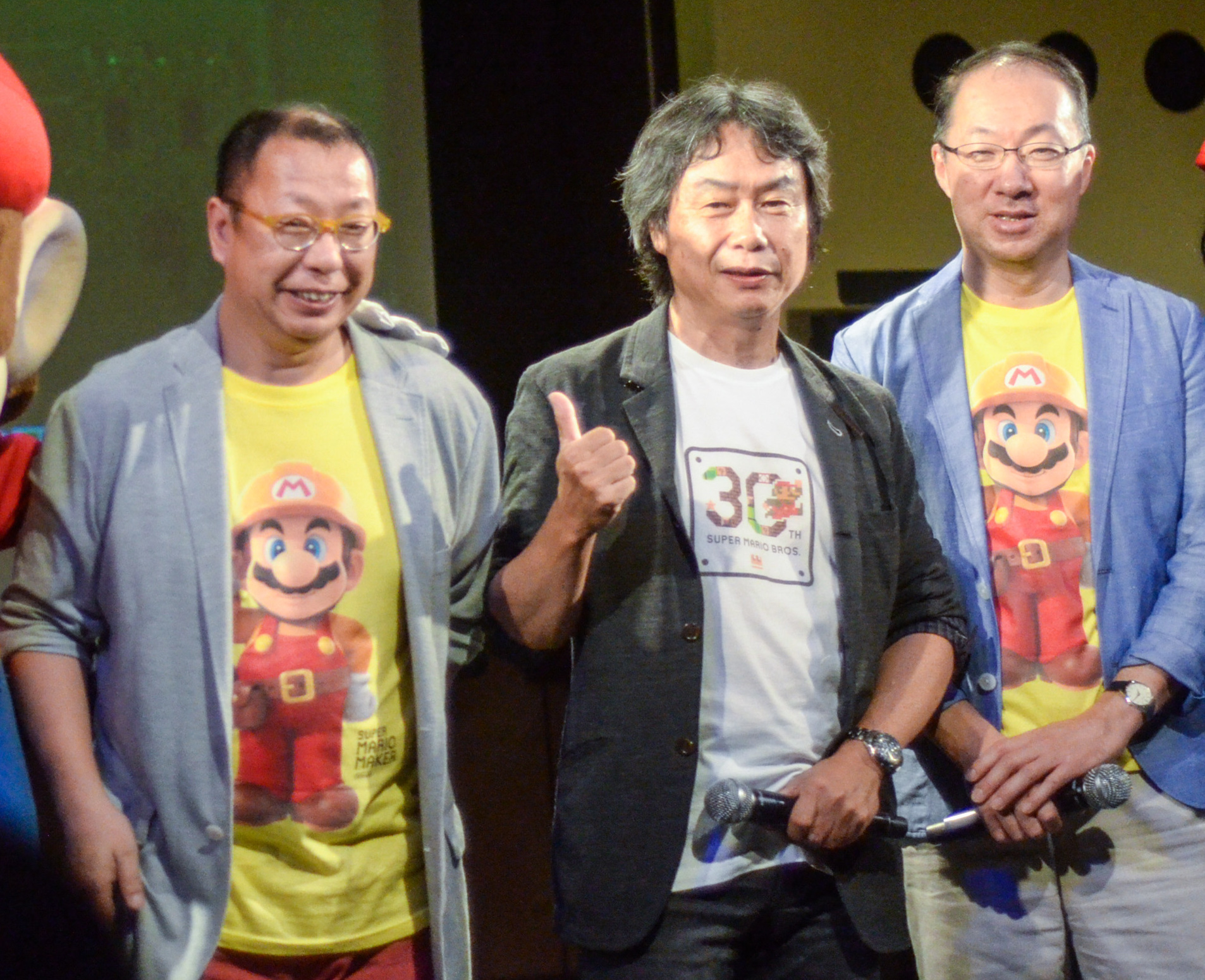
Режисер Такаші Тедзука, продюсер Шіґеру Міямото та композитор Кодзі Кондо, фото 2015 року

Super Mario Bros. — перший двовимірний платформер сайд-скроллер, у якому Маріо представлений як головний персонаж. Ця гра була випущена на платформу Nintendo Entertainment System (NES) у 1985 році. Вона була створена завдяки співпраці Шіґеру Міямото з Nintendo та Такаші Тедзуки як наступника аркадної гри Mario Bros. 1983 року, в якій було двоє персонажів: Маріо (як головний персонаж), який вперше з'явився в Donkey Kong як головний герой та її продовження. де він був фінальним босом і Луїджі, який вперше з'явився в Mario Bros. Super Mario Bros. став стандартом основних елементів медіафрашизи Mario, таких як Гумба, Купа Трупа, Боузер, Принцеса Піч та три посилення: Супергриб, що збільшує розмір персонажа та забезпечує додаткове життя, Вогняна квітка, що дозволяє персонажу кидати вогняні кулі як зброю, і супер зірка, надаючи тимчасову невразливість. Етимологія «Супер» у назві походить від інтеграції Супер-Гриба у гру. Брати Маріо та Луїджі повинні врятувати Принцесу Тоад/Піч від Боузера (також відомого як Король Купа) в Грибному Королівстві. Гра складається з восьми світів по чотири рівні в кожному, а всього 32 рівні. Хоча світи відрізняються за темами, четвертий рівень — це завжди фортеця чи замок, які закінчуються битвою проти Боузера (або одного з його прихильників, переодягнених під нього). Super Mario Bros. — одна з найбільш продаваних відеоігор усіх часів.
Super Mario Bros. 2 в Японії є першим продовженням оригінальної Super Mario Bros. У ньому використовується рушій Super Mario Bros. із доповненнями у вигляді погоди, рухів персонажів і складніших рівнів, що в цілому створює набагато вищу складність. У грі дотримується того ж стилю просування рівня, що й у Super Mario Bros., з вісьмома початковими світами по чотири рівні в кожному. У той час це продовження не було випущено за межами Японії, оскільки Nintendo America не хотіла, щоб серія Super Mario була відома гравцям за межами Японії через неприємну складність. Він залишався недоступним для постійно розширюваного ринку американських програвачів відеоігор, ставши стилістично застарілим до того часу, коли японську гру Super Mario Bros. 2 можна було зрештою доставити до Америки. Пізніше, гра дебютувала за межами Японії в 1993 році як «Super Mario Bros.: The Lost Levels» у компіляції Super Mario All-Stars для Super Nintendo Entertainment System (SNES).
У Super Mario Bros. 2 (Super Mario USA в Японії) Маріо та його напарники прагнуть перемогти злу жабу Варта в країні мрій Subcon. Базуючись на викинутому прототипі, гра спочатку була випущена як Yume Kōjō: Doki Doki Panic в Японії, і зрештою була перетворена на Маріо-гру для решти світу як Super Mario Bros. 2, перш ніж вийти в Японії як Super Mario USA у рамках Super Mario All-Stars. Одним із найбільш визначальних аспектів гри є чотири персонажі: не лише Маріо, але й Луїджі, Принцеса Піч і Тоад доступні для однокористувацької гри, кожен із певними рухами персонажа: Луїджі стрибає вище, Принцеса може парити в повітрі протягом короткий проміжок часу, і Тоад є найшвидшим. Персонажі тут також можуть виривати предмети з землі, щоб кидати їх у ворогів. Це також перша гра Super Mario, у якій використовується лічильник життя, який дозволяє персонажам вдарити до чотирьох разів перед смертю.
Super Mario Bros. 3 поділено на 8 тематичних світів, кожен із яких має 6–10 рівнів та кілька бонусних етапів, які показуються як локації на карті надземного світу. Ці місця не обов'язково розташовані в лінійному порядку, і гравцеві іноді дозволяється пропускати рівні або грати в гру не послідовно. Пройдені рівні не можна відтворити повторно. Передостанній рівень боса в кожному світі — це рівень із бічним прокручуванням на дирижаблі («Корабель приреченості») з битвою проти одного із семи купалінгів Боузера. У грі з'явилася низка різноманітних бонусів, включно з польотом у виді єнота Маріо та єнот Луїджі або P-Wing, що дозволяє літати через увесь рівень. Боузер знову стає фінальним босом гри.

#### ІгриSuper Mario Land
Super Mario Land — це перша гра для портативних гральних систем серії Super Mario, окрім гри Super Mario Bros., створеної для консолей Game & Watch, була випущена для Game Boy у 1989 році. Як і ігри Super Mario Bros., це платформер зі сайд-скроллінгом. Сюжет гри розказує як Маріо вирішується врятувати принцесу Дейзі від космонавта Татанги. У цій грі є такі предмети як Супергриб, СуперКвітка, яка дозволяє Маріо стріляти снарядами, Суперзірка та серця, які дають Маріо додаткове життя. Гра складається з дванадцяти рівнів, розділених на чотири світи. Досягнення вищого з двох виходів наприкінці кожного рівня активує мінігру, де гравець може спробувати отримати додаткові життя.
Super Mario Land 2: 6 Golden Coins була випущена для портативної гральної системи Game Boy у 1992 році. У ньому представлено суперника Маріо, яким є Варіо. Він захопив замок Маріо під час подій у грі Super Mario Land і змушує Маріо зібрати шість золотих монет, щоб знову повернути свій замок. У той час як його попередник схожий на оригінальну Super Mario Bros., гра Super Mario Land 2 має більше спільного з Super Mario World, тому що вона показує мапу світу та дає можливість повертатися в межах рівнів. У грі є 32 рівні, розділені на кілька тематичних світів, кожен з яких має свого боса. У грі є три павер-апа: Супергриб, Вогняна квітка та Суперзірка. У грі також представлено павер-ап Морква, яке дає Маріо великі кролячі вуха, які дозволяють йому ковзати під час падіння протягом обмеженого часу. Історія цієї гри була продовжена в Wario Land: Super Mario Land 3, яка стала першою спіноф серією Wario Land.

#### ІгриSuper Mario World

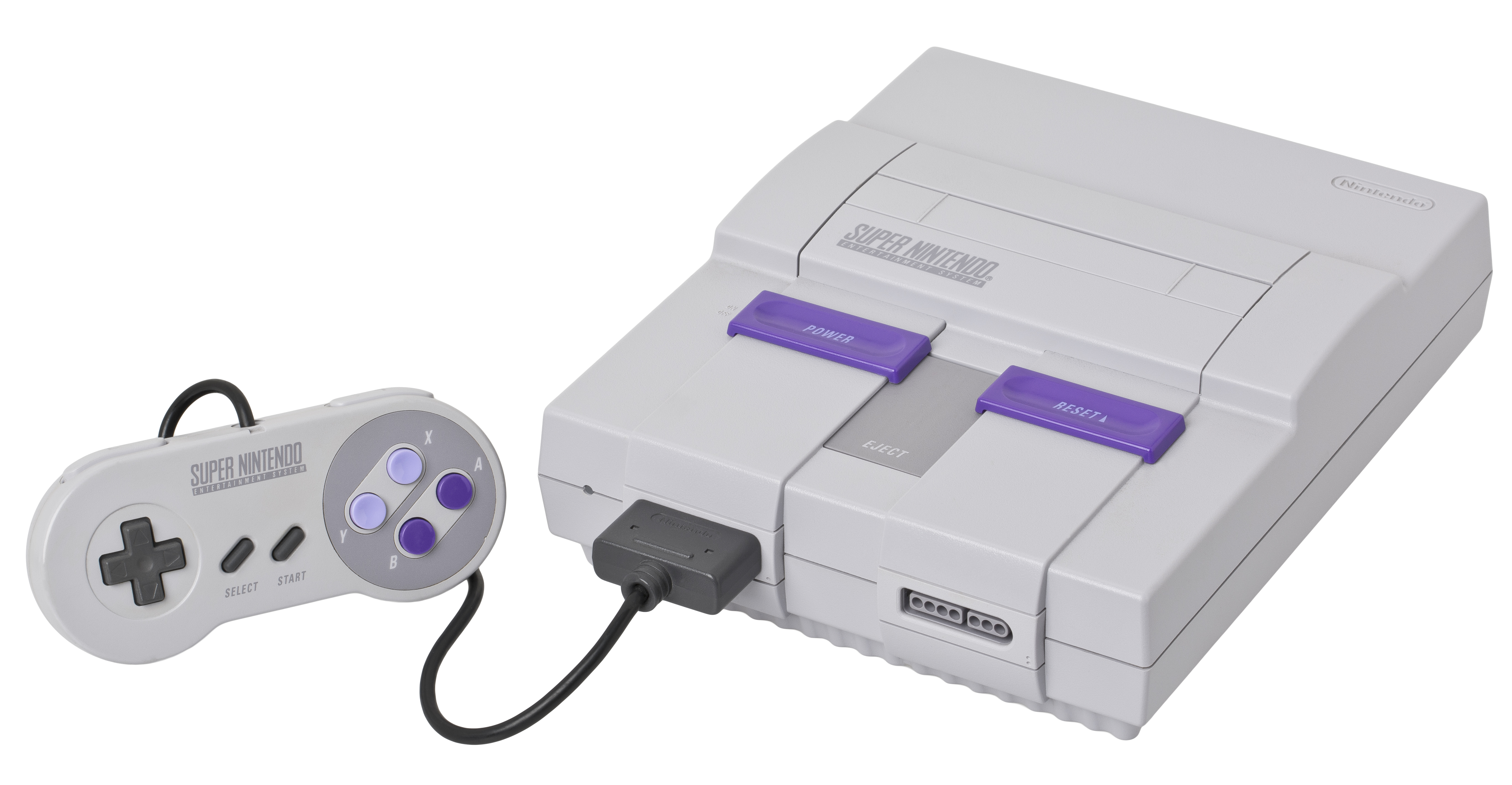
Super Mario World для Super Nintendo Entertainment System є найбільш продаваною грою на цій консолі

Super Mario World було випущено для Super Nintendo Entertainment System і складається з дев'яти світів, які зображаються на мапі світу. Це прямий наступник ігор Super Mario Bros., які в Японії мають назву Super Mario Bros. 4. Проте, на відміну від Super Mario Bros. 3, де кожна карта світу є окремою, карта світу тут охоплює всю гру. Деякі з рівнів мають приховані альтернативні виходи, що ведуть до різних зон. Нові здібності включають обертовий стрибок і їздового Йоші, який може їсти ворогів і ковтати або випльовувати їх. Бонуси включають нове перо (англ. Cape Feather), яка дозволяє Маріо та Луїджі літати в накидці, і P-кулю, яка надуває персонажа гравця, щоб він міг ширяти.
Super Mario World 2: Yoshi's Island вийшов для SNES у 1995 році. Щоб возз'єднати малюка Маріо з його братом Луїджі, якого викрав Камек, гравець керує Йоші як основним персонажем через 48 рівнів, несучи малюка Маріо. Йоші бігає та стрибає, щоб досягти кінця рівня, вирішуючи головоломки та збираючи предмети. У стилі, новому для серії, гра має естетику малюнків від руки. У грі представлені його характерні здібності пурхати, стрибати та виробляти яйця з проковтнутих ворогів. Yoshi's Island отримав «миттєве» та «всесвітнє визнання», згідно з IGN та агрегатором рецензій Metacritic, і було продано понад чотири мільйони копій. Характерні риси Йоші, встановлені в «Yoshi's Island», будуть відображатися в серії камео, спінофів і сиквелів. Джерела обговорювали, чи слід Super Mario World 2: Yoshi's Island, де гравець головним чином керує Йоші, що несе немовля Маріо, вважатися грою серії Super Mario, при цьому деякі джерела вважають, що це суто гра Yoshi. Міямото ствердно відповів, коли його запитали, чи є Yoshi's Island грою Super Mario, а Тезука пізніше додав:
«Коли ця гра дебютувала, я хотів, щоб люди зрозуміли, що Йоші був частиною світу Маріо, і це було передано через назву чи ігровий процес. Для мене це частина серії Маріо, але сьогоднішні ігри Йоші? Вони змінилися з того походження, тож я думаю, що можна думати, що Йоші живе у своєму власному всесвіті. Ви можете думати про це окремо від світу Маріо».

### Впровадження 3D і відкритих світів (1996—2005)

#### Super Mario64

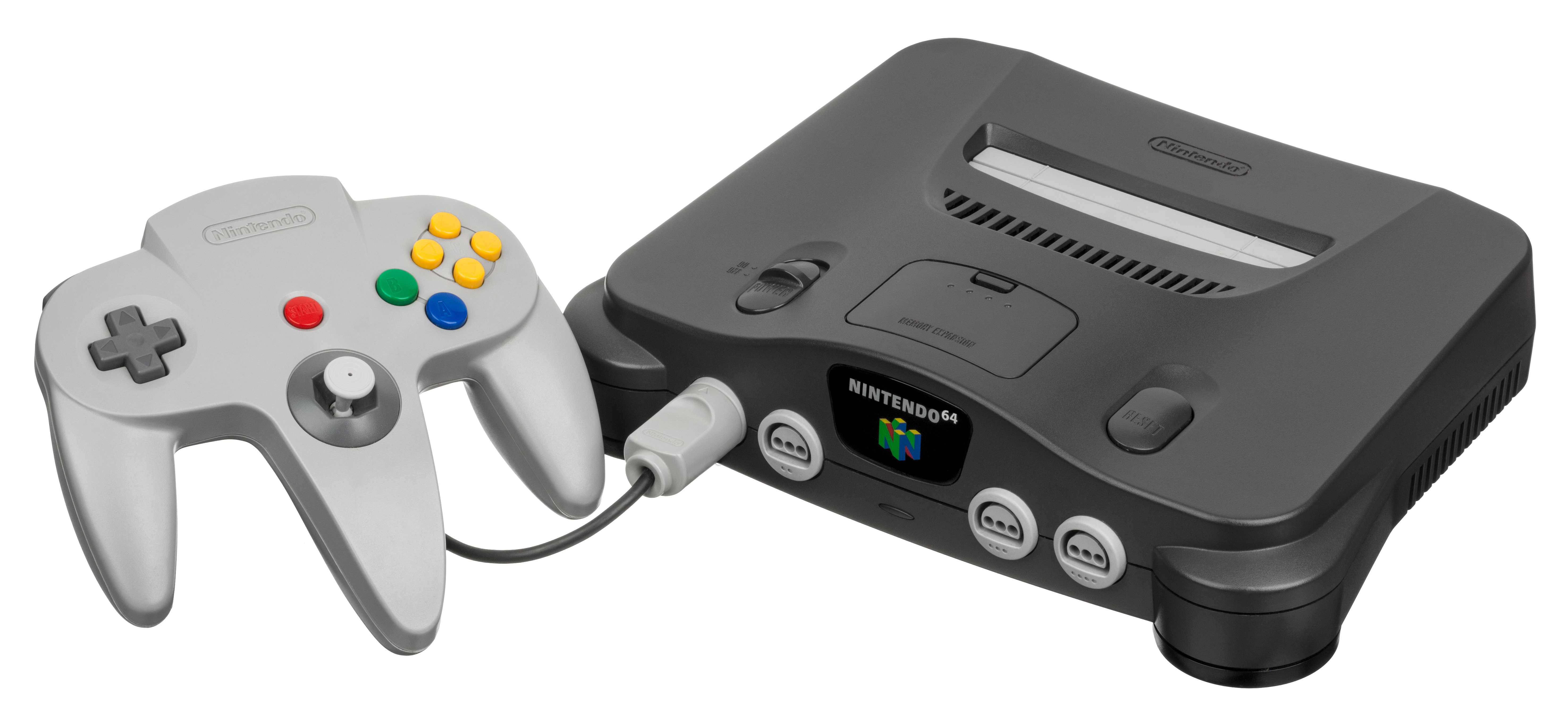
Super Mario 64 для Nintendo 64 (на фото) — це перша гра в 3D і відкритому світі

На початку 1990-х років режисер і продюсер Сігеру Міямото задумав дизайн 3D Маріо під час розробки гри Star Fox (1993) для Super Nintendo Entertainment System (SNES). Він розглядав можливість використання чіпа Super FX для розробки гри Super Mario FX для SNES, з ігровим процесом, заснованим на «цілому світі в мініатюрі, як мініатюрні поїзди». Зрештою він переформулював ідею Nintendo 64 не через її значно більшу потужність, а тому, що її контролер має більше кнопок для ігрового процесу. Super Mario 64 розробляли приблизно три роки, один рік було витрачено на концепцію дизайну та приблизно два роки на виробництво. Розробка почалася 7 вересня 1994 року і завершилося 20 травня 1996 року. Super Mario 64 — це перша 3D-гра серії з відкритим світом, а також гра, яка вишла одночасно з домашньою консоллю Nintendo 64. Кожен рівень — це закрите середовище, де гравець може вільно досліджувати в усіх напрямках без обмежень у часі. Гравець збирає зірки сили з картин у замку Піч, щоб розблокувати наступні курси та зони. Аналоговий стік Nintendo 64 забезпечує широкий набір точних рухів у всіх напрямках. У грі представлені рухи, такі як удари руками, потрійний стрибок і використання Льотного Капелюха для польоту. Це перша гра серії Super Mario, в якій Чарльз Мартінет озвучує Маріо. Маріо знову повинен врятувати принцесу Піч від Боузера. Павер-апи у грі відрізняються від попередніх ігор, тепер це три різні капелюхи з тимчасовими підсилюваннями: крило, що дозволяє Маріо літати; металевий ковпак, що перетворює його на метал; і капелюх невидимості, що дозволяє йому проходити через перешкоди. Super Mario 64 вважається основоположником 3D-відеоігор. Рімейк гри під назвою Super Mario 64 DS був випущений для Nintendo DS у 2004 та 2005 роках, додавши Йоші, Луїджі та Варіо як ігрових персонажів, нові здібності, нові цілі, багатокористувацьку гру та мініігри.

#### Super Mario Sunshine
Super Mario Sunshine — це друга тривимірна гра серії Super Mario. Вона була випущена у 2002 році для GameCube. У ньому Маріо та Піч їдуть на острів Дельфіно на відпочинок, коли з'являється двійник Маріо на ім'я Тіньовий Маріо та руйнує весь острів. Після чого, було проведено суд за звинуваченням Маріо у цьому. Він був визнаний винним та як покарання було вибране очистити острів за допомогою аксесуара для бризок води під назвою FLUDD. Super Mario Sunshine має багато схожих елементів ігрового процесу з попередником Super Mario 64, але вводить такі рухи, як обертання під час стрибків, і кілька інших дій за допомогою FLUDD. містить кілька незалежних рівнів, на які можна потрапити з центру Delfino Plaza. Маріо збирає спрайти блиску, виконуючи завдання на рівнях, які своєю чергою відкривають рівні у Delfino Plaza за допомогою здібностей і пов'язаних із сюжетом подій. Sunshine представляє останнього з восьми дітей Боузера, Боузера молодшого, як антагоніста. Йоші також знову з'являється для Маріо, щоб покататися на певних ділянках.

### Відродження 2D ігор і шлях орієнтування на 3D-ігри (2006—2019)

#### Ігри New Super Mario Bros.

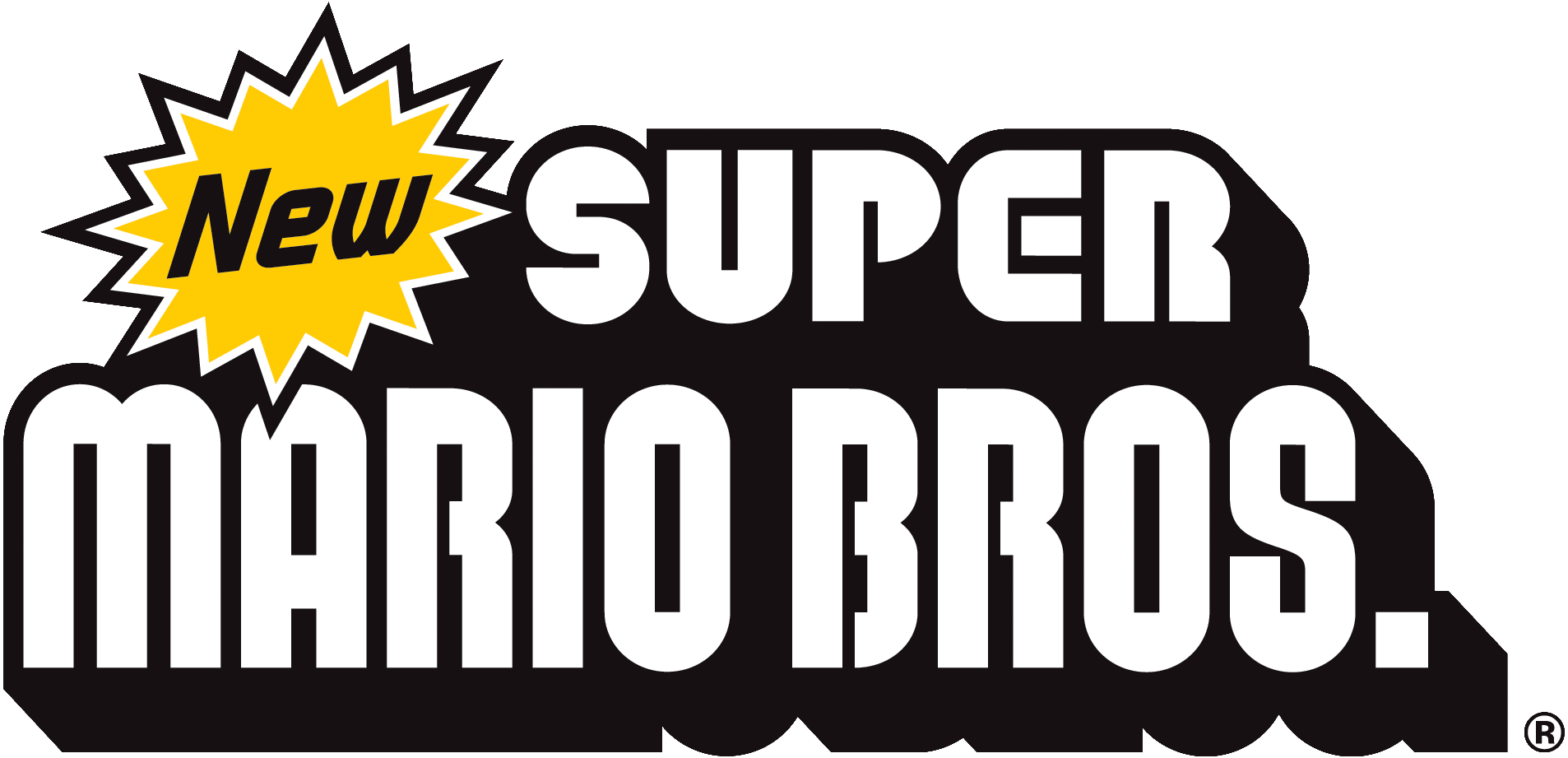
Логотип серії New Super Mario Bros.

Після того, як із 1995 року в серії не було випусків оригінальних 2D-ігор, New Super Mario Bros. було випущено на Nintendo DS у 2006 році. У ньому Маріо та Луїджі збираються врятувати принцесу Піч від Боузера молодшого. Геймплей двовимірний, але більшість персонажів і об'єктів є тривимірними на двовимірному фоні, що створює ефект 2,5D. У грі використовується мапа надземного світу, схожа на карту Super Mario Bros. Deluxe. Деякі рівні мають кілька виходів. Класичні бонуси (Супергриб, Вогняна квітка та Суперзірка) повертаються разом із Мегагрибом, Блакитною мушлею та Мінігрибом.
New Super Mario Bros. Wii (2009) містить кооперативний режим для 4 гравців і нові бонуси: гриб-пропелер, крижана квітка та костюм пінгвіна. Усі персонажі можуть їздити верхи на Йоші.
New Super Mario Bros. 2 була випущена в липні та серпні 2012 року для Nintendo 3DS. Гравець, як Маріо або Луїджі, намагається врятувати принцесу Піч від Боузера та Купалінгів, з другорядною метою гри зібрати мільйон монет. Задля досягнення цієї мети, було введено кілька елементів ігрового процесу, наприклад Золоту квітку, рідкісний варіант Вогняної квітки, яка перетворює предмети на монети.
New Super Mario Bros. U для Wii U — продовження New Super Mario Bros. Wii була випущена у листопаді 2012 року. Він представляє як костюм білки-летяги, який дозволяє персонажам ковзати в повітрі, так і асиметричний ігровий процес, який дозволяє гравцеві, що тримає GamePad, впливати на оточення. У червні 2013 року New Super Luigi U було випущено як пакет завантажуваного вмісту (DLC) для гри, що містить коротші, але складніші рівні, де Луїджі головну роль грає замість свого брата. Згодом вона була випущена як окрема роздрібна гра 25 серпня в Північній Америці. Порт Nintendo Switch New Super Mario Bros. U Deluxe включає як основну гру, так і New Super Luigi U, а також нових ігрових персонажів Наббіта та Тоадетта.

#### ІгриSuper Mario Galaxy
Міямото пояснив, що, коли він розробляв Super Mario 64 з Йошіакі Коїдзумі, вони зрозуміли, що назва буде більше орієнтована на «основного гравця», а не на звичайного гравця, який «захоплюється». Після Sunshine вони зосередилися на більш доступних казуальних іграх, що призвело до розробки Super Mario Galaxy з більш орієнтованими шляхами прогресу. Galaxy був запущений у 2007 році для Wii. Події відбуваються у відкритому космосі, де Маріо чи Луїджі подорожують між «галактиками», щоб збирати зірки влади, зароблені за виконання квестів або перемогу над ворогами. Він представив елементи керування рухом у серії. Кожна галактика містить кілька планет та інших космічних об'єктів, які гравець може дослідити. Фізична система гри надає кожному небесному об'єкту власну гравітаційну силу, що дозволяє персонажу об'їжджати округлі або неправильні планети, йдучи боком або догори ногами. Персонаж зазвичай здатний стрибати з одного незалежного об'єкта і падати на інший близький об'єкт. Хоча основний геймплей і фізика знаходяться в 3D, у грі є кілька моментів, де рухи персонажа обмежені двовимірною віссю. Після нової ігрової механіки з'являється кілька нових бонусів. Усі вони повертаються у сиквелі, Super Mario Galaxy 2, окрім посилень із Крижаною квіткою та Червоною зіркою.
Galaxy 2 спочатку був розроблений як пакет розширення до Galaxy, але згодом він перетворився на власну гру, випущену 23 травня 2010 року. Він зберігає основні передумови свого попередника та включає його предмети та бонуси. Серед них Хмарна квітка, яка дозволяє Маріо або Луїджі створювати платформи в повітрі, і Скельний гриб, який перетворює персонажа на валун, що котиться. Персонаж також може їздити верхи на Йоші. Гра була випущена з широким схваленням критиків і отримала кращі відгуки, ніж її попередниця.

#### Super Mario 3D Landі3D World
У двох іграх серії було зроблено спробу перевести ігровий процес 2D-ігор у 3D-середовище та спростити схему керування 3D-іграми шляхом включення більш лінійних рівнів. Super Mario 3D Land був випущений для Nintendo 3DS у листопаді та грудні 2011 року. Це перша оригінальна 3D-гра Super Mario на кишеньковій консолі, оскільки всі попередні кишенькові ігри були або 2D, або портом попередньої гри. Він також повернув кілька старіших функцій ігрового процесу, включаючи посилення Супер-Лист, яке востаннє бачили в Super Mario Bros. 3.
Super Mario 3D World, продовження 3D Land, було випущено для Wii U 22 листопада 2013 року в Північній Америці та використовувало ту саму ігрову механіку, що і його попередник. Кооперативна багатокористувацька гра доступна для чотирьох гравців. У грі з'явилася можливість перетворювати персонажів на котів, здатних атакувати та підійматися на стіни, щоб досягати нових територій, а також створювати клони персонажів. Як і в Super Mario Bros. 2, у ньому, окрім Маріо та Луїджі, як ігрових персонажів є принцеса Піч і Тоад. Розаліну з Super Mario Galaxy також розблокують пізніше в грі. Міямото сказав, що «хоча це 3D-гра, вона трохи доступніша для всіх».

#### ІгриSuper Mario Maker
Super Mario Maker — це інструмент для створення власних рівнів на основі ігрового процесу та стилю Super Mario Bros., Super Mario Bros. 3, Super Mario World і New Super Mario Bros. U, гра також дозволяє ділитися своїми творіннями в Інтернеті. Вона була випущена для Wii U у вересні 2015 року. На основі існуючих ігор було введено кілька ігрових механізмів, а існуючі також доступні для спільного використання по-новому. Версія гри для Nintendo 3DS під назвою Super Mario Maker for Nintendo 3DS була випущена в грудні 2016 року. У ньому є кілька нових попередньо встановлених рівнів, але немає обміну рівнями онлайн.
Super Mario Maker 2 — це нова версія Super Mario Maker із багатьма новими предметами, темами та ворогами, конструктором світу, а також багатокористувацьким режимом онлайн. Гра вийшла 28 червня 2019 року для Nintendo Switch.

#### Super Mario Run
Super Mario Run —відеогра з бічним і автоматичним прокручуванням, випущена у грудні 2016 року на платформі iOS, а потім у березні 2017 року на Android. Це перша офіційна гра Super Mario, розроблена для мобільних пристроїв. Таким чином, вона має спрощене керування, яке дозволяє грати лише однією рукою. У цій грі персонаж біжить автоматично, а гравець контролює стрибки, щоб уникнути небезпеки. Це досягається шляхом натискання на сенсорний екран, які вбудовані у ці пристрої. Чим довше гравець торкається кнопки стрибка, тим вище стрибає персонаж. Ця гра також містить режим «Toad Rally», подібний до режиму «VS Boo» у Super Mario Bros. Deluxe, у якому гравці мають пройти рівень швидше, ніж керований комп'ютером Тоад. Успіх у цьому режимі дає гравцеві доступ до ігрових грошей, які можна витратити на налаштування карти Грибного королівства за допомогою механіки, подібної до FarmVille. Це перша гра серії, у якій можна грати як принцеса Дейзі.

### Повернення відкритого дослідження (2017–тепер)

#### Super Mario Odyssey
Після того, як до середини 2000-х років 3D-платформери «collectathon» з відкритим світом, такі як Super Mario 64, Banjo-Kazooie та Donkey Kong 64, стали менш поширеним. Наприклад, тривимірна пригодницька гра Banjo-Kazooie: Nuts & Bolts, випущена у 2008 явно висміює нудність збирання великої кількості жетонів. Однак до середини 2010-х 3D-платформери прагнули відтворити такий досвід, зокрема Yooka-Laylee та A Hat in Time.
Super Mario Odyssey — це повернення до 3D-стилю «пісочниці» з відкритим світом із «більш відкритим дослідженням, як-от у Super Mario 64 і Super Mario Sunshine». Він був випущений у жовтні 2017 року для Nintendo Switch. Після того, як шапкою Маріо володіє дух на ім'я Кеппі, він отримує новий хід тимчасового «захоплення» ворогів і об'єктів, щоб використовувати їхні здібності. Як і в попередніх 3D-іграх із пісочницею, світи гри містять велику різноманітність цілей, які можна досягти в нелінійному порядку перед прогресом. У грі представлено багато різних королівств на додаток до Грибного Королівства, в якому зазвичай відбуваються пригоди Маріо, і це перша в серії, яка включає вокальну тематичну пісню «Jump Up, Super Star!»

#### Bowser's Fury
Bowser's Fury є частиною перевидання Super Mario 3D World у 2021 році на Nintendo Switch. Він реалізує тривимірний ігровий процес із відкритим світом у «відкритому світу» подібно до Odessey, з якої включає багато елементів. Підтримуючи до двох гравців, Маріо об'єднується з Боузером-молодшим, щоб збирати котяче сяйво, щоб відновити маяки в країні під назвою Озеро Лапкет. Періодично гігантська інкарнація Боузера, відома як Лютий Боузер, прокидається, щоб принести темряву на землю та атакувати острів. Щоб перемогти його, Маріо повинен зібрати достатньо котячих сяйв, щоб розбудити гіга дзвіночок і використати його для боротьби з Боузером.

## Ремейки та ремастери
| Гра                                         | система          | рік            | Оригінальні ігри                                                                                               |
| ------------------------------------------- | ---------------- | -------------- | --- |
| Super Mario All-Stars (+ Super Mario World) | SNES             | 1993/1994 роки | Super Mario Bros. Super Mario Bros.: The Lost Levels Super Mario Bros. 2 Super Mario Bros. 3 Super Mario World |
| Super Mario Bros. Deluxe                    | Game Boy Color   | 1999 рік       | Super Mario Bros. Super Mario Bros.: The Lost Levels                                                           |
| Super Mario Advance                         | Game Boy Advance | 2001/2002 роки | Super Mario Bros. 2 Mario Bros.                                                                                |
| Super Mario World: Super Mario Advance 2    | Game Boy Advance | 2001 рік       | Super Mario World Mario Bros.                                                                                  |
| Острів Йоші: Super Mario Advance 3          | Game Boy Advance | 2002 рік       | Super Mario World 2: Yoshi's Island Mario Bros.                                                                |
| Super Mario Advance 4: Super Mario Bros. 3  | Game Boy Advance | 2003/2004      | Super Mario Bros. 3 Mario Bros.                                                                                |
| Super Mario 64 DS                           | Nintendo DS      | 2004/2005      | Super Mario 64                                                                                                 |
| New Super Mario Bros. U Deluxe              | Nintendo Switch  | 2019 рік       | New Super Mario Bros. U New Super Luigi U                                                                      |
| Super Mario 3D All-Stars                    | Nintendo Switch  | 2020 рік       | Super Mario 64'Super Mario Sunshine Super Mario Galaxy                                                         |
| Super Mario 3D World + Bowser's Fury        | Nintendo Switch  | 2021 рік       | Super Mario 3D World                                                                                           |

## Музика
Значна частина оригінальної музики та звукових ефектів Super Mario Bros. стала знаковою для серії та включена в сучасні ігри. Оригінальна тема Super Mario Bros., створена Кодзі Кондо, стала однією з найвідоміших тем відеоігор у всьому світі.
Super Mario Galaxy, випущена у 2007 році, стала першою грою в серії Super Mario, яка містить оркестровану музику, яка повернеться в її продовженні та інших наступних іграх, таких як Super Mario 3D World.

## Загальні елементи
Мета гри — проходити рівні, перемагаючи ворогів, збираючи предмети та вирішуючи головоломки, не вмираючи. Використання посилення є невіддільною частиною серії. У серії є частини, що містять як двовимірний, так і тривимірний геймплей. У двовимірних іграх персонаж гравця (зазвичай Маріо) стрибає на платформи та ворогів, уникаючи їхніх атак і рухаючись праворуч від екрана, що прокручується. Рівні 2D ігор Super Mario мають цілі з одним виходом, які потрібно досягти протягом певного часу та привести до наступного рівня. Super Mario Bros. 3 представив надземний світ, карту нелінійних рівнів, яка розгалужується відповідно до вибору гравця. Super Mario World представив рівні з кількома виходами.
Тривимірні частини серії мали два піджанри: ігри з відкритим світом, засновані на дослідженні світу, і більш лінійні 3D-ігри із заздалегідь визначеним шляхом. Рівні в іграх з відкритим світом, 64, Sunshine і Odyssey, дозволяють гравцеві вільно досліджувати численні замкнуті середовища, рухаючись на 360 градусів. По ходу гри стає доступним більше середовищ. Лінійні 3D-ігри, Galaxy, Galaxy 2, 3D Land і 3D World, мають більше фіксованих ракурсів і заздалегідь визначений шлях до однієї мети.

### Блоки
Більшість предметів у серії Super Mario з'являються з блоків предметів під час удару, що виникло в Super Mario Bros. і збереглося протягом усієї серії, де персонаж розбиває блок, щоб отримати монети або бонуси. Варіанти включають ті, які невидимі, поки не вдарили, диспенсери порад, створюють інший блок, переміщуються, заморожені, залежать від перемикача, стрибають тощо. Пропелерний блок дозволяє персонажу обертатися в повітрі та повільно опускатися, а Золотий блок генерує монети під час бігу. Один блок є одиницею вимірювання в дизайні рівнів Super Mario.

### Трансформація

UGO назвав Супергриб «квінтесенцією павер-апів».

Грибні бонуси з'являються майже в кожній грі Super Mario. Найбільш знаковим з них є Супергриб. Супергриб збільшує розмір персонажа, перетворюючи його на «Супер» варіант, і дозволяє йому розбивати певні блоки. Після удару ворога персонаж повертається до свого меншого розміру, а не втрачає життя. Коли персонаж перебуває в «Супер» формі, більшість блоків, які містять Супергриб, натомість пропонують більш потужне посилення, наприклад Вогняну квітку. Супергриб зовні схожий на Amanita muscaria, з ніжкою кольору слонової кістки під найчастіше червоно-білою (спочатку червоно-помаранчевою) плямистою шапкою. Створений випадково, Шигеру Міямото заявив в інтерв'ю, що бета-тести Super Mario Bros. показали, що Маріо занадто високий, тому команда розробників застосувала гриби, щоб виростити та зменшити Маріо. Отруйний гриб, вперше представлений у японській грі Super Mario Bros. 2, — це гриб, який завдає шкоди при дотику. Міні-гриб — це маленький блакитний гриб, який повторюється в серії New Super Mario Bros., який зменшує персонажа до мініатюрних розмірів, дозволяючи їм отримувати доступ до певних областей і труб, стрибати вище, парити в повітрі, відбиватися від ворогів, не завдаючи їм шкоди, перебігати поверхня води, а в New Super Mario Bros. U бігти по стінах. Мегагриб, представлений у New Super Mario Bros. і далі з'являється в New Super Mario Bros. 2 і 3D World, перетворює персонажа на високого, невразливого гіганта, який знищує ворогів і довкілля, пробігаючи крізь них. Він має оранжево-жовту шапку з червоними плямами, як у Super Mario Bros. Супер-Гриб, але з надутою шапкою. Super Mario 64 DS містить предмет під простою назвою «Гриб», який надає ті самі здібності, що й Мега Гриб. В іграх Galaxy Гриб-Бджола дає Маріо або Луїджі костюм Бджоли, Гриб-Пружинка поміщає його всередину металевої котушки, а Гриб-Бу перетворює його на привида.
З'явилися й інші види трансформації. Форма Йоші з Крилами доступна у World і 64 DS, а Крилатий Маріо — у 64 та 64 DS. Йоші також може перетворюватися на автомобіль, гелікоптер, потяг, підводний човен і крота на у Yoshi's Island. Трансформація в сріблясту металеву форму доступна для Маріо у 64, Варіо в 64 DS і Луїджі в New Super Mario Bros. 2, у якій Золотий Маріо та Срібний Луїджі мають сили, засновані на монетах. Примарної невідчутності можуть досягти Маріо в 64, Луїджі в 64 DS і обидва брати в іграх Galaxy. Трансформація повітряної кулі доступна для Маріо та Луїджі в World і Маріо в 64 DS, для рожевого малюка Йоші в New Super Mario Bros. U та всім персонажам гравців у Maker 2. Квіти-снаряди перетворюють персонажа на форму зі здібностями до стрільби, а політ і непереможність доступні за допомогою різних трансформацій.
Кілька ігор показали здатність проєцирувати волю персонажа гравця на іншого персонажа, часто проявляючись у головному уборі. Трансформації персонажа гравця з префіксами Танукі, Зайчик, Білка чи Лисиця представлені вухами відповідних тварин, що з'являються на голові персонажа, і вони можуть ковзати або літати рівнями, так само як і варіанти персонажів Cape і Flying. Військовий капелюх Маріо в шести золотих монетах вказує на форму Вогняного Маріо. У 64 є капелюхи бонусів, які перетворюють Маріо на Маріо Крила, Маріо Металю або Маріо Зникнення. 64 DS дозволяє персонажу гравця надягати капелюхи Маріо, Луїджі та Варіо, які поміщають їх у тіло відповідного персонажа. У 3D-світі є подвійна вишня, яка створює дублікати тіл персонажа гравця, яким гравець керує одночасно. Mystery Mushroom у Maker надає «костюм», який показує зовнішність і голос одного з багатьох персонажів із різних франшиз, фактично дозволяючи Маріо стати цим персонажем. Подібним чином у Maker 2 є бонус Triforce, який перетворює персонажа гравця на Лінка з The Legend of Zelda. Новий Super Mario Bros. U Deluxe містить Суперкорону, яка поміщає Тоадетту в тіло Пічетт, гуманоїда, схожого на Піч. В «Одіссеї» помітно фігурує Каппі, капелюшний дух, який може подумки вселятися в капелюхи. За допомогою Cappy свідомість Маріо може заволодіти іншими персонажами та об'єктами, керуючи їхніми тілами.

### Додаткові життя
У більшості ігор персонажі гравців можуть отримати додаткові життя. Гриб 1-Up був представлений у Super Mario Bros., а термін 1-up згодом використовувався в інших серіях відеоігор для позначення додаткових життів. У монохроматичних Super Mario Land і Super Mario Land 2 замість різноколірного гриба цей бонус зображено у вигляді серця. Super Mario World представив 3-Up Moon. 1-Ups також можна заробити, зібравши певну кількість монет або граючи в мініігри.

### Снаряди
Квіткові бонуси дозволяють персонажу гравця стріляти снарядами. Вогняна квітка, представлена в Super Mario Bros., перетворює персонажа на вогняного, який може кидати стрибучі вогняні кулі (англ. fireball) у ворогів. Galaxy — перша 3D-гра серії, у якій є Вогняна квітка. У Land and Maker 2 Superball — це м'яч, що стрибає, отриманий із Super Flower, за допомогою якого персонаж може перемагати ворогів і збирати монети. Крижана Квітка перетворює персонажа на варіант Крижаної Квітки, який може стріляти кульками льоду як снаряди, подібні до снарядів Вогняної Квітки; вони заморожують ворогів у брилах льоду, які можна використовувати як платформи або кидати як снаряди, як це видно в New Super Mario Bros. Wii і New Super Mario Bros. U У Galaxy, Ice Flower перетворює Маріо або Луїджі на лід і дозволяє йому ходити по лаві або воді протягом обмеженого часу, заморожуючи поверхню. Востаннє була додана Золота квітка у New Super Mario Bros. 2, вона дозволяє Маріо або Луїджі перетворювати цеглини на монети та заробляти бонусні монети за перемогу над ворогами.
Снаряди Купи служать основним снарядом у серії, яка представлена з оригінальної гри. Персонаж може кидати їх на перемогу над ворогами, збирати монети і активувати функції блоків.
Для Йоші доступні бонуси, щоб дихати вогнем у World, Yoshi's Island і 64 DS, дихати морозним повітрям і випльовувати насіння в Yoshi's Island, випльовувати ворогів у World іграх і випльовувати сік у Sunshine.
Інші бонуси дозволяють персонажу кидати бомби, бумеранги, бейсбольні м'ячі та стріляти ядрами. В Odessey, Маріо може володіти персонажами, деякі з яких можуть запускати різні снаряди.
Геймплей Flying shoot 'em up також з'являється в серії. Маріо пілотує озброєний біплан Sky Pop і підводний човен Marine Pop у Land. Автомобіль-клоун Купа, літак Боузера та Купалінгів, іноді може стріляти вогняними кулями в Maker.

### Непереможність
Непереможність — це ефект, який вперше з'явився в трьох іграх Super Mario Bros., де його надає «Starman», антропоморфна миготлива зірка. Зірку також назвали «Супер зіркою» у двох іграх Super Mario World, а також іграх New Super Mario Bros. і «Веселковою зіркою» у двох іграх Super Mario Galaxy. Зібрання зірки робить персонажа тимчасово непереможним, здатним протистояти будь-якій шкоді. Використання предмета супроводжується характерною музичною доріжкою, яка постійно з'являється в більшості ігор. Під впливом Зірки персонаж гравця мерехтить різноманітними кольорами, а в деяких іграх рухається зі збільшеною швидкістю та покращеною здатністю стрибати. Бувши непереможним, персонаж перемагає будь-якого ворога після контакту з ним, але є виняток. Якщо персонаж гравця впаде у прірву він все одно втратить життя. У Super Mario World 2: Yoshi's Island зірка дає зазвичай нерухомому немовляті Маріо здатність бігати, а також ставати непереможним. У Super Mario 64 і 64 DS непереможність забезпечується, коли персонаж стає металевим або нематеріальним. Мегагриб забезпечує тимчасову непереможність із додаванням гігантських розмірів і руйнування середовища (див. #Трансформація).

### Предмети колекціонування
Дизайн рівнів Super Mario традиційно включає багато розподілених монет як головоломки та нагороди. Більшість ігор Super Mario дають гравцеві додаткове життя, якщо зібрати певну кількість золотих монет, зазвичай 50 або 100. Існує кілька варіантів монет, як-от срібні монети, монети-дракони, монети-зірки тощо. У 64, Sunshine, Galaxy і Galaxy 2 монети поповнюють здоров'я (і повітря, коли персонаж знаходиться під водою). У 64 і Sunshine збір 100 монет на рівні призводить до Power Star або Shine Sprite відповідно. У цій грі також є етапи, на яких нагороджується Power Star за збір восьми червоних монет на рівні, вартістю дві звичайні монети кожен. У 64 році синя монета коштує п'ять звичайних монет. У Sunshine сині монети діють як побічний квест, коли їх приносять до банку Дельфіно, і за кожні десять внесених синіх монет Маріо отримає спрайт блиску. У серії Galaxy після завершення кожної гри відкриваються етапи, на яких Маріо або Луїджі можуть зібрати 100 фіолетових монет, щоб отримати зірку Power. У Galaxy 2 їх також можна використовувати, щоб нагодувати голодних персонажів «Luma», які можуть перетворитися або на предмет, або на іншу планету.
Ігри часто містять інші жетони, які можна знайти на рівнях, щоб просуватись у надземному світі, найчастіше з візуальним мотивом зірки. Зазвичай вони розташовані в місцях, які важко знайти або дістатися, або нагороджуються за виконання трюків або цілі, поставлені NPC. Серед них Power Stars в іграх Super Mario 64 і Super Mario Galaxy, Shine Sprites в Super Mario Sunshine і Bowser's Fury, Star Coins в серії New Super Mario Bros. і Super Mario 3D Land, Green Stars в іграх Galaxy і Super Mario 3D World та Power Moons у Super Mario Odyssey. У Super Mario Land 2 є шість жетонів золотих монет, які потрібно зібрати, щоб закінчити гру.

### Підсилювальні костюми
Кілька костюмів працюють як бонуси, багато з яких засновані на тваринах. Дебютувавши в Super Mario Bros. 3, костюм єнота (забезпечений суперлистком) і костюм Танукі надають персонажу хвіст, який діє як пропелер польоту. Крім того, костюм Танукі дозволяє персонажу спонтанно перетворитися на непереможну статую протягом приблизно п'яти секунд. У Super Mario 3D Land знову з'являється костюм єнота, який супроводжується сріблястою варіацією під назвою «Статуйний лист». У Super Mario Bros. 3 є костюм Hammer Bros., який дозволяє Маріо та Луїджі кидати молоти як снаряди, щоб перемагати ворогів на відстані, імітуючи однойменного ворога. Коли персонаж одягнений у костюм і прихиляється, він невразливий для атак вогню. У Super Mario 3D Land є «костюм бумеранга», який забезпечує снаряди бумерангів на великі відстані. Інші костюми тварин включають костюм жаби, костюм пінгвіна, костюм кішки та костюм бджоли.

### Ігрові персонажі
У серії часто є можливість грати за інших персонажів, крім Маріо, зазвичай Луїджі. Попередні ігри пропонували альтернативний багатокористувацький режим, у якому другий гравець контролює Луїджі у свій хід. За Луїджі часто може грати лише один гравець за секунду, складніша ітерація базової гри, наприклад у The Lost Levels, Galaxy 2, New Super Luigi U та особливі світи в 3D Land ; вони мають меншу силу тяжіння та зменшене тертя для Луїджі. Пізніші ігри дозволяють одночасно грати чотирьома гравцями. Інші ігрові персонажі, окрім Маріо та Луїджі, включають Тоада, Принцесу Піч, Йоші, Варіо, Розаліну, Аватари Міі, Тоадетт, Наббіта, Дейзі та Боузера молодшого. Персонажі іноді відрізняються спеціальними здібностями. Super Mario Maker (не враховуючи Super Mario Maker 2) містить костюми, які зображують набагато більше персонажів.

### Варп труби та варп гармати
Варп труба — поширений спосіб транспортування, який використовується в багатьох іграх серії Mario. Варп труби найчастіше зелені, але також з'являються в інших кольорах (у ранніх іграх були срібні труби, у нових іграх з'явилися червоні, зелені, сині та жовті труби), і вони мають багато застосувань у серії. Варп труби також можуть містити ворогів, як правило, рослини-піраньї, і іноді запускати гравця в повітря (найчастіше зустрічається в серії New Super Mario Bros.). У ранніх іграх Маріо, таких як Super Mario Bros., спеціальні, добре приховані зони, відомі як Варп зони, містять канали, які дозволяють гравцям пропускати кілька світів (кілька рівнів) одночасно. У серії New Super Mario Bros. гармати варпу в формі труби працюють так само як варп зони попередніх ігор, і їх відкривають, знаходячи секретні виходи на рівнях. Гармати з'являються в більшості 3D-ігор серії, починаючи з Super Mario 64. Персонаж використовує гармату, стрибаючи у ствол, прицілюючись і стріляючи у віддалену ціль. Це дозволяє персонажу просуватися через рівень або досягати недоступних областей.

### Їздові тварини та транспортні засоби
Окрім автоматизованих об'єктів на рівнях, які можуть транспортувати персонажа гравця, з'явилися певні тварини та транспортні засоби, якими керує гравець. Динозавр, друг Маріо Йоші, з'являвся як скакун для персонажа гравця в кількох іграх Super Mario, починаючи з Super Mario World. В Yoshi's Island і 64 DS замість персонажа гравця, який просто їде на спині Йоші, Йоші є персонажем гравця. Йоші зазвичай має такі здібності, як поїдання ворогів, політ і дихання вогнем. Спочатку Міямото хотів, щоб Маріо міг покататися на динозаврі в Super Mario Bros., але це було неможливо через технічні обмеження системи.  Пучі — це собака з Yoshi's Island, на якій Йоші може їздити верхи. На плезіозаврах Доррі та Плессі можуть їздити персонажі гравців у 64 та 3D World відповідно.
Також з'явилися різні транспортні засоби, якими може керувати персонаж гравця. Серед них чарівний килим у 2, летючі хмари в кількох двовимірних іграх, підводні човни в Land і Yoshi's Island, літак у Land, гелікоптер, потяг і танк з кротами в Yoshi's Island, автомобілі в Yoshi's Island і Maker 2, а також Літак Купи Клоуна в іграх Maker.

### Міні-ігри
У багатьох іграх серії є мініігри, які доповнюють геймплей платформи, зазвичай пропонують шанс виграти додаткові життя або бонуси. У Super Mario Bros. 2 і 3D World є ігрові автомати. Super Mario Bros. 3 і ігри New Super Mario Bros. містять Дома Тоада, у яких проводяться дії, засновані на навичках і удачі, наприклад ігри в наперстки. Ігри Land включають мініігри кінцевого рівня для отримання додаткових життів. Режим битви у All-Stars-версії гри Super Mario Bros. 3 і серії Advance перероблює усі функційні версії Mario Bros. як мініігри.[прояснити]. Yoshi's Island дозволяє запускати міні-гру, якщо під час проходження рівня виконуються певні умови. 64 DS містить понад 30 міні-ігор, до яких можна отримати доступ незалежно від оригінального режиму гри. 3D World містить Luigi Bros., версію Mario Bros. із двома Луїгі, а версія Switch 3D World включає Bowser's Fury, 3D-платформер меншого розміру в одному закритому середовищі.

## Сприйняття
| Гра                                 | Середня оцінка Metacritic |
| ----------------------------------- | ------------------------- |
| Super Mario Bros.                   | NES: - GBC: - GBA: 84     |
| Super Mario Bros. 2                 | NES: — GBA: 84            |
| Super Mario Bros. 3                 | NES: — GBA: 94            |
| Super Mario Land                    | –                         |
| Super Mario World                   | SNES: — GBA: 92           |
| Super Mario Land 2: 6 Golden Coins  | –                         |
| Super Mario World 2: Yoshi's Island | SNES: — GBA: -            |
| Super Mario All-Stars               | -                         |
| Super Mario 64                      | N64: 94 DS: 85            |
| Super Mario Sunshine                | 92                        |
| New Super Mario Bros.               | 89                        |
| Super Mario Galaxy                  | 97                        |
| New Super Mario Bros. Wii           | 87                        |
| Super Mario Galaxy 2                | 97                        |
| Super Mario 3D Land                 | 90                        |
| New Super Mario Bros. 2             | 78                        |
| New Super Mario Bros. U             | Wii U: 84 Switch: 81      |
| Super Mario 3D World                | Wii U: 93 Switch: 89      |
| Super Mario Maker                   | Wii U: 88 3DS: 73         |
| Super Mario Run                     | 76                        |
| Super Mario Odyssey                 | 97                        |

### Продажі
Super Mario є однією з найбільш продаваних франшиз відеоігор, Станом на  2021 рік було продано понад 380 мільйонів одиниць по всьому світу. Перші сім ігор Super Mario (включно з першими трьома іграми Super Mario Bros., першими двома іграми Super Mario Land і Super Mario World) було продано 100 мільйонів одиниць до березня 1993 року.
Оригінальний Super Mario Bros. двічі (у 2005 і 2007 роках) посів перше місце в списку 200 ' ігор свого часу Electronic Gaming Monthly і в списку 100 найкращих ігор за весь час за версією IGN. Super Mario Bros. популяризували відеоігри з бічною прокруткою та забезпечили основну концепцію та механізми, які збереглися протягом решти серії. Super Mario Bros. продалася у кількості 40,24 мільйона копій, що робить її бестселером у всій серії. Різні інші відеоігри серії були визнані найкращими в серії. Включені такі ігри, як Super Mario Bros. 3, Super Mario World і Super Mario 64.
Серія Super Mario також добре продавалася на кишенькових консолях. Super Mario Land продано 18.14 мільйон копій і є четвертою найбільш продаваною грою для Game Boy. Його продовження, Super Mario Land 2: 6 Golden Coins, продано 11.18 мільйон копій, посівши шосте місце. New Super Mario Bros. для Nintendo DS продавався за 30,80 мільйонів одиниць, що робить її бестселером гри для консолі та найбільш продаваною портативною грою на цій гральній системі.
Серед усіх ігор, які не постачалися в комплекті з консоллю, Super Mario Bros. 3 є четвертою найбільш продаваною грою, тоді як New Super Mario Bros. є п'ятою, Super Mario Land — одинадцятою, а Super Mario 64 — вісімнадцятою.
У Великій Британії Super Mario Bros. є найвідомішим брендом відеоігор, визнаним 91 % дорослого населення Сполученого Королівства Станом на  2021.

### Рецензії
Серія «Super Mario» отримала величезне схвалення критиків та аудиторії. Серія була визнана найкращою ігровою франшизою IGN у 2006 році. У 1996 році Next Generation поставило серію на п'яте місце у своєму переліку «100 найкращих іграх усіх часів», також помістило Super Mario 64 під номер 1, хоча вказано правило, що серії ігор обмежуються одним записом. У 1999 році Next Generation поставила серію Mario на третє місце у своєму переліку «50 найкращих іграх усіх часів», прокоментувавши, що «Глибина ігрового дизайну ніколи не була рівною у 2D, і досі не зрівнялася з 3D-екшеном. Ігровий процес просто геніальний — Сігеру Міямото написав книгу про платформери». Щомісячник Electronic Gaming Monthly пояснює досконалість серії невтомною креативністю та інноваціями розробників, вказуючи, що «Серія Sonic the Hedgehog від Sega дуже мало змінилася у своїх чотирьох частинах на Genesis. Серія Маріо значно змінювалася з кожною новою грою».

Оригінальний Super Mario Bros. двічі (у 2005 і 2007 роках) посів перше місце в списку 200 ' ігор свого часу Electronic Gaming Monthly і в списку 100 найкращих ігор за весь час за версією IGN. Super Mario Bros. популяризували відеоігри з бічною прокруткою та забезпечили основну концепцію та механізми, які збереглися протягом решти серії. Super Mario Bros. продалася у кількості 40,24 мільйона копій, що робить її бестселером у всій серії. Різні інші відеоігри серії були визнані найкращими в серії. Включені такі ігри, як Super Mario Bros. 3, Super Mario World і Super Mario 64. До Super Mario Odyssey гра Super Mario Galaxy протягом 10 років займала найкраще місце в рейтингу GameRankings.

## Нотатки
1. ↑  Японська: スーパーマリオ Хепберна: Sūpā Mario?
2. ↑  Японська: スーパーマリオブラザーズ Хепберна: Sūpā Mario Burazāzu?
3. ↑  Японська: マリオ?
4. ↑  Not included in original version of All-Stars.
5. ↑  Не включено до оригінальної версії All-Stars.
6. ↑  Назва запису — «Маріо (серія)», але опис як «платформер із бічним прокручуванням» чітко вказує на те, що «Наступне покоління» означало саме серію «Супер Маріо».